# Saint-Rigomer-des-Bois
Saint-Rigomer-des-Bois est une ancienne commune française, située dans le département de la Sarthe en région Pays de la Loire, peuplée de 441 habitants.
Elle a fusionné le 1er janvier 2015 avec cinq autres communes, sous le régime juridique des communes nouvelles instauré par la loi no 2010-1563 du 16 décembre 2010 de réforme des collectivités territoriales pour créer la commune nouvelle de Villeneuve-en-Perseigne, dont elle est devenue une commune déléguée.
La commune fait partie de la province historique du Maine.

## Géographie
Saint-Rigomer se trouve tout près de la forêt domaniale de Perseigne.

### Lieux-dits et écarts
- Le Buisson
- La Rue aux Chèvres
- Le Goutier

### Communes limitrophes
| Le Chevain | Lignières-la-Carelle, Chassé | La Fresnaye-sur-Chédouet |
| Champfleur | Saint-Rigomer-des-Bois       | Neufchâtel-en-Saosnois   |
|            | Ancinnes                     |                          |

## Toponymie
Le nom de la localité est attesté sous les formes Ecclesia Sancti Rigomeri de Silva vers 990. Le toponyme est issu de l'anthroponyme germanique Ric-Mar, Rigomer, dont l’un fut un ermite de la région du Mans aux VIe et VIIe siècles,
. La forêt de Perseigne entoure la localité sur trois côtés.
Le gentilé est Rigomérois.

## Politique et administration
| Période                                  | Période       | Identité             | Étiquette | Qualité                        |
| ---------------------------------------- | ------------- | -------------------- | --------- | ------------------------------ |
| avant 1981                               | mars 1983     | René de Courtilloles |           |                                |
| mars 1983                                | mars 1995     | Jean-Marie Firmesse  |           | Contrôleur à la CPAM de l'Orne |
| mars 1995                                | mars 2001     | Marie-Claude Breuil  |           |                                |
| mars 2001                                | mars 2008     | Jean-Michel Huart    |           | Banquier                       |
| mars 2008                                | décembre 2014 | Jean-Marie Firmesse  |           | Contrôleur CPAM                |
| Les données manquantes sont à compléter. |               |                      |           |                                |

## Démographie
En 2021, la commune comptait 441 habitants. Depuis 2004, les enquêtes de recensement dans les communes de moins de 10 000 habitants ont lieu tous les cinq ans (en 2006, 2011, 2016, etc. pour Saint-Rigomer-des-Bois) et les chiffres de population municipale légale des autres années sont des estimations.
| 1793 | 1800 | 1806 | 1821 | 1831 | 1836 | 1841 | 1846 | 1851 |
| ---- | ---- | ---- | ---- | ---- | ---- | ---- | ---- | ---- |
| 567  | 483  | 628  | 607  | 646  | 716  | 795  | 832  | 811  |

| 1856 | 1861 | 1866 | 1872 | 1876 | 1881 | 1886 | 1891 | 1896 |
| ---- | ---- | ---- | ---- | ---- | ---- | ---- | ---- | ---- |
| 741  | 741  | 758  | 673  | 647  | 589  | 585  | 565  | 508  |

| 1901 | 1906 | 1911 | 1921 | 1926 | 1931 | 1936 | 1946 | 1954 |
| ---- | ---- | ---- | ---- | ---- | ---- | ---- | ---- | ---- |
| 505  | 498  | 497  | 464  | 452  | 424  | 386  | 367  | 374  |

| 1962 | 1968 | 1975 | 1982 | 1990 | 1999 | 2006 | 2011 | 2016 |
| ---- | ---- | ---- | ---- | ---- | ---- | ---- | ---- | ---- |
| 385  | 346  | 339  | 354  | 415  | 471  | 423  | 432  | 459  |

| 2019 | - | - | - | - | - | - | - | - |
| ---- | - | - | - | - | - | - | - | - |
| 453  | - | - | - | - | - | - | - | - |

## Culture locale et patrimoine

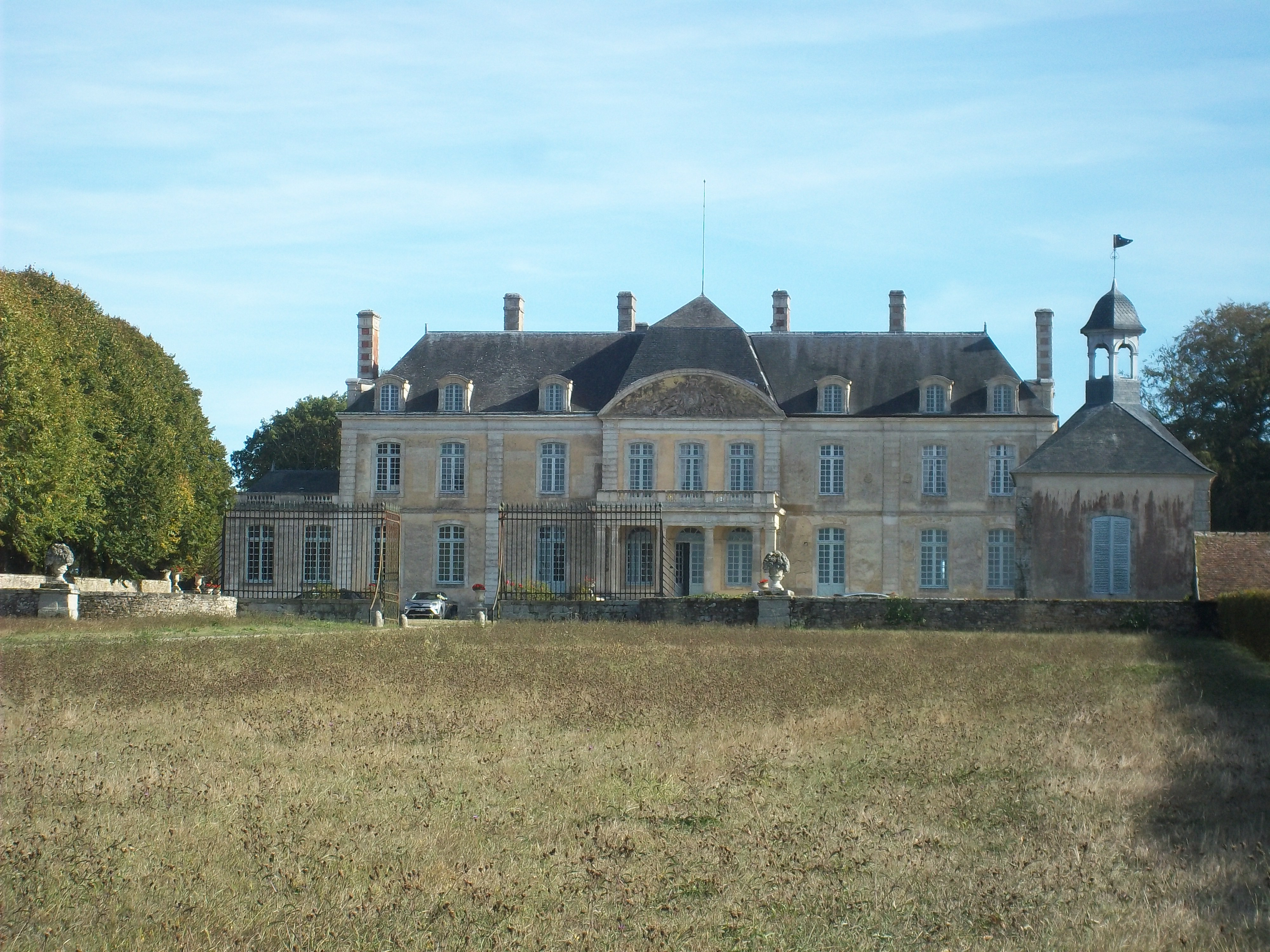
Le château de Courtilloles.

### Lieux et monuments
- Église Saint-Rigomer, à portique roman, du XIIe siècle, restaurée en 1995.
- Château de Courtilloles, de la fin du XVIIe siècle, inscrit au titre des monuments historiques en 1964[9].
- Maison de Gaston Floquet.

### Personnalités liées à la commune
- Gaston Floquet (1917-2001 à Saint-Rigomer-des-Bois), artiste plasticien et traducteur.